# Павловка (Гафурійський район)
Па́вловка (рос. Павловка, башк. Павловка) — присілок у складі Гафурійського району Башкортостану, Росія. Входить до складу Табинської сільської ради.
Населення — 57 осіб (2010; 71 в 2002).
Національний склад:
- росіяни — 46%
- татари — 27%